# Ewa Bakalarska
Ewa Bakalarska (ur. 3 kwietnia 1967) – polska aktorka teatralna, filmowa i telewizyjna, także II reżyser. Absolwentka PWST w Warszawie (1990). Przez kilka miesięcy prowadziła program Rozmowy w toku w stacji TVN.

## Teatr
W teatrze zadebiutowała 6 października 1990 r. rolą Jill w sztuce Motyle są wolne Leonarda Gershe'a w reż. Lubosa Midriaka na deskach Teatru Nowego w Łodzi. W teatrze tym pracowała na stanowisku aktorki w latach 1990-1991, a potem – w latach 1992–1993 – w łódzkim Teatrze Powszechnym. Następnie była aktorką Teatru Dramatycznego w Warszawie (w 1993 roku) oraz Powszechnego im. Jana Kochanowskiego w Radomiu w (latach 1999–2000).

### Spektakle teatralne
- 1990 – Motyle są wolne jako Jill (reż. L. Midriak)
- 1990 – Małżeństwo Bieługina jako Helena Wasiliewna Karmin (reż. Maja Komorowska)
- 1991 – Wesołe kumoszki z Windsoru jako Panna Anna Page (reż. Stanisław Nosowicz)
- 1991 – Mąż od biedy jako Zosia (reż. Mariusz Pilawski)
- 1992 – Karmaniola jako Marynia (reż. Marek Sikora)
- 1993 – Upadłe anioły jako Maria (reż. Michael Hackett)
- 1999 – W małym dworku jako Amelka Nibek; Aneta Wasiewicz (reż. Linas Marijus Zaikauskas)
- 2000 – Trzy siostry. Kilka lat później jako Masza (reż. L.M. Zaikauskas)

Teatr Telewizji
- 1990 – Teraz ja jako Helena (reż. M. Komorowska)
- 1991 – Restauracja jako Helena (reż. Wojciech Adamczyk)

## Filmografia

### Role
- 1986 – Dwie wigilie jako Studentka PWST (reż. Kazimierz Tarnas)
- 1989 – Ostatni dzwonek jako Ewa (reż. Magdalena Łazarkiewicz)
- 1992 – European Night (reż. Zbigniew Kamiński)
- 1993 – Jacek jako mama (reż. Andrzej Maleszka)
- 1995 – Ekstradycja jako Zosia, laborantka w Laboratorium Analiz Kryminologicznych (reż. Wojciech Wójcik)
- 2003-2004 – Klan jako Jadwiga Kazura z Łodzi, żona Edka, brata Kazimierza
- 2004-2005 jako Na dobre i na złe jako psycholog, supervisor Huberta Kozińskiego
- 2004 – Na dobre i na złe jako psycholog policyjny asystująca przy przesłuchaniu Magdy
- 2005 – Sąsiedzi jako Elżbieta Kucharska, pasażerka samolotu z niemowlęciem (reż. Feridun Erol)
- 2006 – Fałszerze – powrót Sfory jako pracownica laboratorium kryminalistycznego (reż. W. Wójcik)
- 2006 – Na dobre i na złe jako Julia Krawczyńska, żona Jarosława
- 2006 – Magda M. jako żona pacjenta (reż. Krzysztof Lang)
- 2008 – Plebania jako lekarka
- 2008 – Wydział zabójstw jako Aldona Wąsik
- 2009 – Dom nad rozlewiskiem jako Ada Dobrowolska, kochanka Konrada
- 2009 – Teraz albo nigdy! jako klientka (odc. 40)
- 2010 – Miłość nad rozlewiskiem jako Ada Dobrowolska

### Praca reżyserska
- 2004-2005 – Lokatorzy – współpraca reżyserska (od odc. 189)
- 2005-2007 – Codzienna 2 m. 3 – II reżyser
- 2007 – Sztuczki – II reżyser
- 2008 – Na kocią łapę – współpraca reżyserska
- 2009 – Świnki – reżyseria obsady
- 2017 – Daleko od Noszy: Reanimacja – II reżyser